# Lukrecija Brešković
Lukrecija Brešković (Dubrovnik, 30. kolovoza 1940. – 12. veljače 2025.) bila je hrvatska kazališna, filmska i televizijska glumica.

## Filmografija

### Televizijske uloge
- "Ubi ili poljubi" kao Tomina žena (1984. - 1985.)
- "Villa Maria" kao Magda (2004. – 2005.)
- "Ljubav u zaleđu" kao Agata Radić (2005. – 2006.)
- "Ponos Ratkajevih" kao časna sestra (2007. – 2008.)
- "Zakon ljubavi" kao Mira Tadej (2008.)
- "Stipe u gostima" kao Višnja (2011.)

### Filmske uloge
- "Od petka do petka" (1985.)
- "Dječak sa Sutle" (1987.)
- "Život sa stricem" kao Martinova majka Filomena (1988.)
- "The Show Must Go On" kao Lucija Dogan (2010.)
- "I Love YU" kao Milena (kratki film) (2013.)
- "Gospar iz grada" kao Lukrecija Brešković (arhivska snimka) (2020.)

## Vanjske poveznice
- Lukrecija Brešković u internetskoj bazi filmova IMDb-u (engl.)

1. ↑  Preminula Lukrecija Brešković, kazališna, filmska, televizijska glumica i pjevačica. www.liberoportal.hr. Pristupljeno 12. veljače 2025.